# Polasara
Polasara es una ciudad y  comité de área notificada situada en el distrito de Ganjam en el estado de Odisha (India). Su población es de 23119 habitantes (2011). Se encuentra a 49 km de Brahmapur y a 135 km de Bhubaneswar.

## Demografía
Según el censo de 2011 la población de Polasara era de 23119 habitantes, de los cuales 11876 eran hombres y 11243 eran mujeres. Polasara tiene una tasa media de alfabetización del 78,63%, superior a la media estatal del 72,87%: la alfabetización masculina es del 87,05%, y la alfabetización femenina del 69,84%.

## Clima
| Parámetros climáticos promedio de Polasara, Odisha | Parámetros climáticos promedio de Polasara, Odisha | Parámetros climáticos promedio de Polasara, Odisha | Parámetros climáticos promedio de Polasara, Odisha | Parámetros climáticos promedio de Polasara, Odisha | Parámetros climáticos promedio de Polasara, Odisha | Parámetros climáticos promedio de Polasara, Odisha | Parámetros climáticos promedio de Polasara, Odisha | Parámetros climáticos promedio de Polasara, Odisha | Parámetros climáticos promedio de Polasara, Odisha | Parámetros climáticos promedio de Polasara, Odisha | Parámetros climáticos promedio de Polasara, Odisha | Parámetros climáticos promedio de Polasara, Odisha | Parámetros climáticos promedio de Polasara, Odisha |
| Mes                                                | Ene.                                               | Feb.                                               | Mar.                                               | Abr.                                               | May.                                               | Jun.                                               | Jul.                                               | Ago.                                               | Sep.                                               | Oct.                                               | Nov.                                               | Dic.                                               | Anual                                              |
| -------------------------------------------------- | -------------------------------------------------- | -------------------------------------------------- | -------------------------------------------------- | -------------------------------------------------- | -------------------------------------------------- | -------------------------------------------------- | -------------------------------------------------- | -------------------------------------------------- | -------------------------------------------------- | -------------------------------------------------- | -------------------------------------------------- | -------------------------------------------------- | -------------------------------------------------- |
| Temp. máx. media (°C)                              | 27                                                 | 30                                                 | 34                                                 | 36                                                 | 37                                                 | 34                                                 | 32                                                 | 31                                                 | 32                                                 | 32                                                 | 30                                                 | 28                                                 | 31.9                                               |
| Temp. mín. media (°C)                              | 16                                                 | 19                                                 | 23                                                 | 27                                                 | 29                                                 | 28                                                 | 27                                                 | 27                                                 | 26                                                 | 23                                                 | 20                                                 | 16                                                 | 23.4                                               |
| Fuente: MSM Weather                                |                                                    |                                                    |                                                    |                                                    |                                                    |                                                    |                                                    |                                                    |                                                    |                                                    |                                                    |                                                    |                                                    |